# NGC 4699
NGC 4699 es una galaxia espiral intermedia de tipo temprano situada en la constelación de Virgo a una distancia de alrededor de 55 millones de años luz y que es fácil de observar con telescopios de aficionado. Es el miembro más brillante del grupo de galaxias de su nombre, situado en una extensión hacia el Sur del Cúmulo de Virgo junto con otros grupos de galaxias cercanos.
NGC 4699 cuenta con un pseudobulbo, siendo considerada cómo una galaxia espiral floculenta, en la cual la estructura espiral está formada por multitud de fragmentos de brazos espirales, y dada su baja tasa de formación estelar lo es también cómo galaxia anémica por algunos autores.